# Homestay

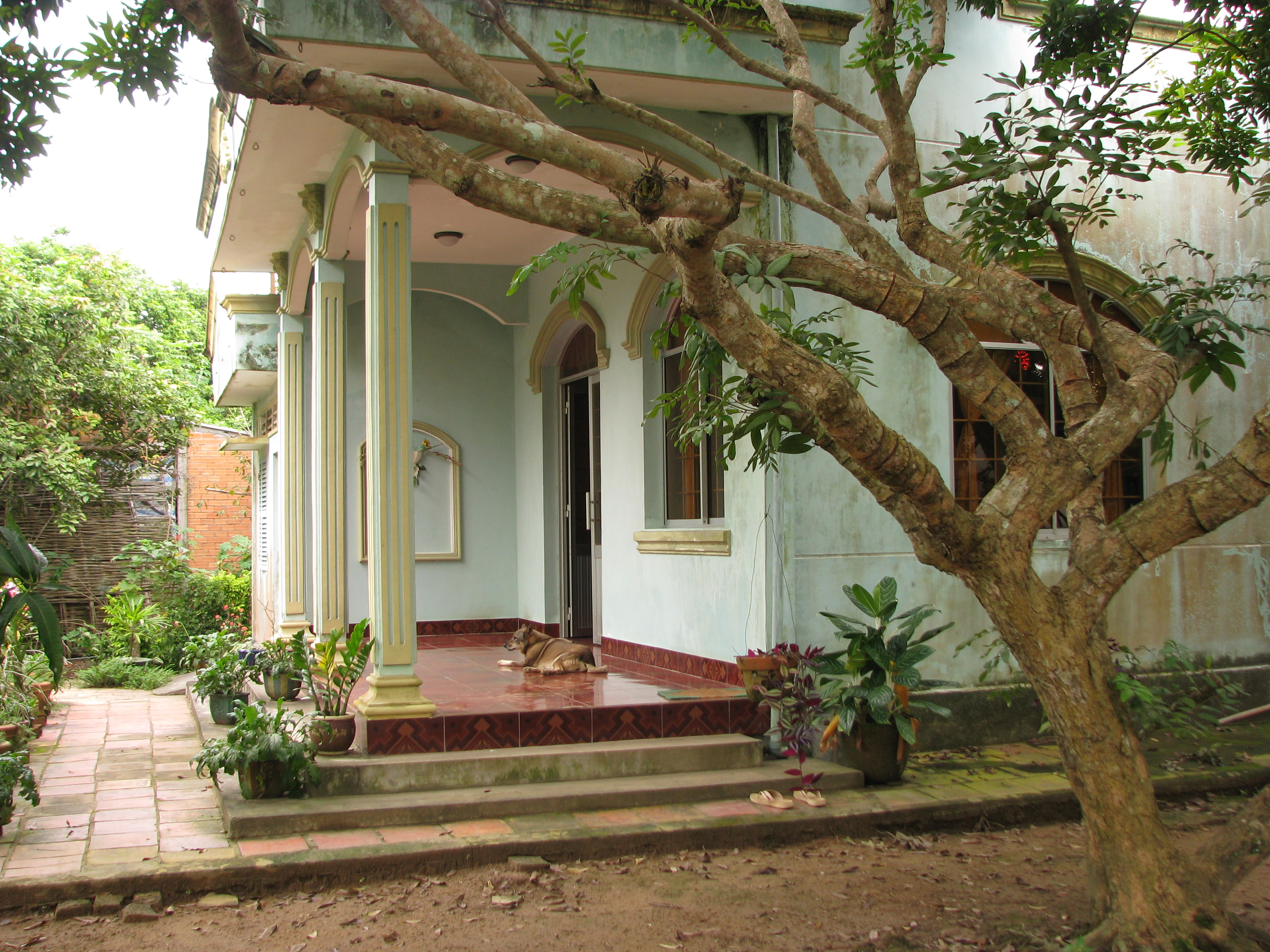
Homestay ở Việt Nam

Homestay (còn gọi là dân túc hay tá túc nhà dân) là một hình thức tiếp đón và lưu trú (bố trí chỗ nghỉ ngơi, nơi ăn chỗ nghỉ) của khách du lịch theo cách thức bình dân, theo hình thức lưu trú này thì người dân địa phương chia sẻ nơi ở với du khách ở nơi mà du khách đang đi du lịch có nhu cầu dừng chân nghỉ ngơi. Thời gian lưu trú có thể thay đổi từ một đêm đến hơn một năm và có thể được cung cấp chỗ ở miễn phí (nền kinh tế quà tặng), đổi lấy tiền bù, đổi lấy việc lưu trú bằng tài sản của khách. Nhà trọ kiểu tá túc bình dân này (Homestay) là những ví dụ về hợp tác chi tiêu và nền kinh tế chia sẻ. 
Tá túc nhà dân mang lại một số lợi thế so với các hình thức lưu trú khác, chẳng hạn như du khách được tiếp xúc với cuộc sống hàng ngày ở một nơi khác, tạo cơ hội trải nghiệm sống cuộc sống của người dân địa phương và trải nghiệm văn hóa và truyền thống địa phương, cơ hội ngoại giao văn hóa, tình bạn, và cải thiện ngoại ngữ thông qua việc giao tiếp thực tế hàng ngày, tuy nhiên, loại hình này có thể có những hạn chế, chẳng hạn như lệnh giới nghiêm và du khách đôi khi phải làm việc nhà, và có thể không thoải mái lắm mà đôi khi gây khó chịu cho du khách, bên cạnh đó sự tiện nghi, sự riêng tư sẽ không được như các loại hình nhà trọ, cơ sở lưu trú khác.

## Lịch sử
Năm 1949, Bob Luitweiler thành lập tổ chức Servas International với tư cách là một tổ chức phi lợi nhuận (NGO) quốc tế do tình nguyện viên điều hành, ủng hộ hòa bình giữa các chủng tộc và quốc tế Năm 1965, John Wilcock thành lập mạng lưới Traveler's Directory như một danh sách những người bạn của ông sẵn sàng tiếp đón nhau hữu hảo khi đi du lịch. Năm 1992, trang Web trực tuyến có tên miền Hospex.org được lập ra sau đó nó được tổ chức lại thành câu lạc bộ những thành viên hiếu khách (Hospitality Club) Vào năm 2011, tổ chức Couchsurfing, trước đây là một tổ chức phi lợi nhuận, đã được chuyển thành một công ty hoạt động vì lợi nhuận. Năm 2007, mạng lưới khách sạn phi lợi nhuận BeWelcome được các cựu tình nguyện viên của Câu lạc bộ Khách sạn thành lập. Năm 2008, Brian Chesky, Joe Gebbia và Nathan Blecharczyk thành lập ra hình thức Airbnb. Vào năm 2014, Kasper Souren và Mikael Korpela đã thành lập Trustroots tại Berlin.